# Lampe de Thomson
Pour les articles homonymes, voir Thomson.
La lampe de Thomson est une énigme philosophique autour de l'infini imaginée en 1954 par le philosophe britannique James F. Thomson. Cette expérience de pensée lui servit à analyser la possibilité d'une supertâche, c'est-à-dire l'accomplissement d'un nombre infini de tâches.
Soit une lampe munie d'un interrupteur, que l'on peut allumer ou éteindre à l'envi. Au début de l'expérience, on démarre un chronomètre.
Supposons maintenant qu'il existe un être capable d'accomplir la tâche suivante : au lancement du chronomètre, il allume la lampe. À la fin de la première minute, il l'éteint. Au bout de la demi-minute suivante (quand le chronomètre indique 1'30''), il la rallume. Au bout d'un autre quart de minute (à 1'45''), il l'éteint. Au huitième de minute suivant, il le rallume, et ainsi de suite, appuyant à chaque fois sur l'interrupteur après avoir attendu exactement la moitié du temps qu'il a attendu avant de l'actionner précédemment.
L'expérience requiert une infinité d'actions mais se déroule en un temps fini, puisque la somme de cette série infinie d'intervalles de temps est exactement de deux minutes.

On se pose alors la question suivante : la lampe est-elle allumée ou éteinte au bout des deux minutes ?  Cette super-tâche engendre, d'après Thomson, une contradiction :
Il semble impossible de répondre à la question. [La lampe] ne peut être allumée, car je ne l'ai pas allumée sans immédiatement l'éteindre. Elle ne peut être éteinte, car je l'ai d'abord allumée puis je ne l'ai jamais éteinte sans l'allumer immédiatement. Mais la lampe doit être allumée ou éteinte. C'est une contradiction.

## Lien avec la notion de série en mathématiques
La question est liée au comportement de la série de Grandi, c'est-à-dire la série infinie divergente
S = 1 – 1 + 1 – 1 + 1 – 1 + ...
Pour les valeurs paires de n, la somme partielle de la série ci-dessus est égale à 1 ; pour les valeurs impaires, la somme partielle est égale à 0. En d'autres termes, la suite des sommes partielles de cette série est {1, 0, 1, 0, ...}, qui peut donc représenter l'état changeant de la lampe après n pressions sur l'interrupteur. La suite ne converge pas lorsque n tend vers l'infini, de même que la série infinie.
Une autre façon d'illustrer ce problème est de réorganiser la série :
S = 1 – (1 – 1 + 1 – 1 + 1 – 1 + ...)
La série infinite entre parenthèses est exactement la même que la série originale S. Cela signifie S = 1 − S ce qui implique S = 1⁄2. Cette manipulation n'est pas compatible avec la définition usuelle de la convergence des séries, mais peut être rigoureusement justifiée par des définitions généralisées des sommes de séries qui attribuent à la série de Grandi la valeur 1⁄2.
L'un des objectifs de Thomson dans son article original de 1954 est de différencier les super-tâches de leurs analogues sous forme de série mathématique. Ainsi, Thomson écrit :

La question de savoir si la lampe est allumée ou éteinte se ramène donc à savoir quelle la somme de la série divergente
+1 –1 +1, ... ?
D'après les mathématiciens, cette série a une somme. Ils nous disent qu'elle vaut 1⁄2. Mais cette réponse ne nous aide en rien, puisque l'on ne peut attribuer un sens à dire que la lampe est à moitié allumée. J'en déduis donc qu'il n'existe aucune méthode pour décider ce qui est accompli lorsqu'une super-tâche est accomplie. Il nous est impossible de concevoir cette idée, même si nous sommes capables de concevoir l'idée d'une ou plusieurs tâches accomplies et que nous connaissons les nombres transfinis
Plus tard, il affirme que même la divergence d'une série ne fournit pas d'informations sur la super-tâche correspondante : « L'impossibilité d'une super-tâche ne dépend pas du tout du fait qu'une série arithmétique vaguement ressentie comme y étant associée soit convergente ou divergente. »